# Jenny Slateová
Jenny Sarah Slateová (nepřechýleně Slate; * 25. března 1982 Milton, Massachusetts) je americká herečka a scenáristka, věnující se komediálnímu žánru.
Je židovského původu, její otec Ron Slate je obchodník a básník (v roce 2016 společně vydali vzpomínkovou knihu About the House). Vystudovala literaturu na Kolumbijské univerzitě, již na škole se začala úspěšně věnovat stand-up comedy. Vytvořila s Gabe Liedmanem komediální duo Gabe & Jenny, vystupovala také s vlastní show Jenny Slate: Dead Millionaire a účinkovala v televizním pořadu Saturday Night Live. V roce 2010 napsala scénář a namluvila komentář k nezávislému animovanému filmu Marcel the Shell with Shoes On, namluvila také roli Zoe ve filmu Alvin a Chipmunkové 3. Na plátně se poprvé objevila v roce 2012 ve špionážní komedii Tohle je válka! Za hlavní roli ve filmu Náhodná známost získala v roce 2015 cenu Critics' Choice Movie Awards pro nejlepší komediální herečku.
V letech 2012 až 2016 byl jejím manželem filmař Dean Fleischer-Camp.